# 6 Hours of Bahrain 2012

Tor Bahrain International Circuit

6 Hours of Bahrain 2012 – długodystansowy wyścig samochodowy, który odbył się 29 września 2012 roku. Był on szóstą rundą sezonu 2012 serii FIA World Endurance Championship.

## Harmonogram
| Dzień                 | Godzina | Sesja                     |
| --------------------- | ------- | ------------------------- |
| Czwartek, 27 września | 16:00   | Pierwsza sesja treningowa |
| Czwartek, 27 września | 20:30   | Druga sesja treningowa    |
| Piątek, 28 września   | 10:50   | Trzecia sesja treningowa  |
| Piątek, 28 września   | 16:00   | Sesja kwalifikacyjna      |
| Sobota, 29 września   | 12:25   | Rozgrzewka                |
| Sobota, 29 września   | 16:00   | Wyścig                    |
| Źródło                |         |                           |

## Sesje treningowe
| Klasa          | Zespół                     | Samochód                 | Czas           | Okr.           |
| Sesja pierwsza | Sesja pierwsza             | Sesja pierwsza           | Sesja pierwsza | Sesja pierwsza |
| -------------- | -------------------------- | ------------------------ | -------------- | -------------- |
| LMP1           | #7 Toyota Racing           | Toyota TS030 Hybrid      | 1:47,727       | 36             |
| LMP2           | #35 OAK Racing             | Morgan LMP2–Nissan       | 1:54,082       | 40             |
| LMGTE Pro      | #51 AF Corse               | Ferrari F458 Italia GT2  | 2:02,239       | 33             |
| LMGTE Am       | #61 AF Corse-Waltrip       | Ferrari F458 Italia GT2  | 2:04,077       | 27             |
| Sesja druga    |                            |                          |                |                |
| LMP1           | #1 Audi Sport Team Joest   | Audi R18 e-tron quattro  | 1:47,403       | 43             |
| LMP2           | #35 OAK Racing             | Morgan LMP2–Nissan       | 1:53,434       | 42             |
| LMGTE Pro      | #97 Aston Martin Racing    | Aston Martin Vantage GTE | 2:01,849       | 34             |
| LMGTE Am       | #88 Team Felbermayr-Proton | Porsche 911 RSR          | 2:04,725       | 37             |
| Sesja trzecia  |                            |                          |                |                |
| LMP1           | #2 Audi Sport Team Joest   | Audi R18 e-tron quattro  | 1:47,639       | 28             |
| LMP2           | #24 OAK Racing             | Morgan LMP2–Nissan       | 1:53,249       | 25             |
| LMGTE Pro      | #97 Aston Martin Racing    | Aston Martin Vantage GTE | 2:01,401       | 19             |
| LMGTE Am       | #50 Larbre Compétition     | Chevrolet Corvette C6.R  | 2:04,624       | 6              |

## Kwalifikacje
Pole position w każdej kategorii oznaczone jest pogrubieniem.
| Poz.   | Klasa     | Zespół                      | Kierowca             | Czas     | Poz. s. |
| ------ | --------- | --------------------------- | -------------------- | -------- | ------- |
| 1      | LMP1      | #2 Audi Sport Team Joest    | Allan McNish         | 1:45,814 | 1       |
| 2      | LMP1      | #1 Audi Sport Team Joest    | Marcel Fässler       | 1:45,888 | 2       |
| 3      | LMP1      | #7 Toyota Racing            | Nicolas Lapierre     | 1:46,254 | 3       |
| 4      | LMP1      | #12 Rebellion Racing        | Neel Jani            | 1:47,638 | 4       |
| 5      | LMP1      | #21 Strakka Racing          | Danny Watts          | 1:48,446 | 5       |
| 6      | LMP1      | #22 JRM                     | Karun Chandhok       | 1:48,784 | 6       |
| 7      | LMP2      | #44 Starworks Motorsport    | Stéphane Sarrazin    | 1:51,798 | 7       |
| 8      | LMP2      | #25 ADR-Delta               | John Martin          | 1:52,285 | 8       |
| 9      | LMP2      | #24 OAK Racing              | Olivier Pla          | 1:52,368 | 9       |
| 10     | LMP2      | #35 OAK Racing              | Dominik Kraihamer    | 1:52,609 | 10      |
| 11     | LMP2      | #49 Pecom Racing            | Nicolas Minassian    | 1:52,624 | 11      |
| 12     | LMP2      | #32 Lotus                   | James Rossiter       | 1:52,696 | 12      |
| 13     | LMP2      | #26 Signatech-Nissan        | Roman Rusinow        | 1:53,328 | 13      |
| 14     | LMP2      | #31 Lotus                   | Thomas Holzer        | 1:53,733 | 14      |
| 15     | LMP2      | #23 Signatech-Nissan        | Jordan Tresson       | 1:53,793 | 15      |
| 16     | LMP2      | #29 Gulf Racing Middle East | Fabien Giroix        | 1:55,465 | 16      |
| 17     | LMP2      | #41 Greaves Motorsport      | Christian Zugel      | 1:58,603 | 17      |
| 18     | LMGTE Pro | #97 Aston Martin Racing     | Stefan Mücke         | 2:00,234 | 18      |
| 19     | LMGTE Pro | #77 Team Felbermayr-Proton  | Richard Lietz        | 2:00,532 | 19      |
| 20     | LMGTE Pro | #51 AF Corse                | Giancarlo Fisichella | 2:01,522 | 20      |
| 21     | LMGTE Pro | #71 AF Corse                | Olivier Beretta      | 2:01,861 | 21      |
| 22     | LMGTE Am  | #61 AF Corse-Waltrip        | Rui Águas            | 2:02,812 | 22      |
| 23     | LMGTE Am  | #50 Larbre Compétition      | Fernando Rees        | 2:03,253 | 23      |
| 24     | LMGTE Am  | #88 Team Felbermayr-Proton  | Paolo Ruberti        | 2:03,686 | 24      |
| 25     | LMGTE Am  | #70 Larbre Compétition      | Christophe Bourret   | 2:04,934 | 25      |
| 26     | LMGTE Am  | #55 JWA-Avila               | Joël Camathias       | 2:05,572 | 26      |
| 27     | LMGTE Am  | #57 Krohn Racing            | Tracy Krohn          | 2:06,806 | 27      |
| —      | LMP1      | #13 Rebellion Racing        | —                    | —        | 28      |
| Źródła |           |                             |                      |          |         |

## Wyścig

### Wyniki
Minimum do bycia sklasyfikowanym (70 procent dystansu pokonanego przez zwycięzców wyścigu) wyniosło 133 okrążenia. Zwycięzcy klas są oznaczeni pogrubieniem.
| Poz.                     | Klasa     | Zespół                      | Kierowcy                                             | Samochód                                | Opony | Okr. |
| Poz.                     | Klasa     | Zespół                      | Kierowcy                                             | Silnik                                  | Opony | Okr. |
| ------------------------ | --------- | --------------------------- | ---------------------------------------------------- | --------------------------------------- | ----- | ---- |
| 1                        | LMP1      | #1 Audi Sport Team Joest    | Benoît Tréluyer Marcel Fässler André Lotterer        | Audi R18 e-tron quattro                 | M     | 191  |
| 1                        | LMP1      | #1 Audi Sport Team Joest    | Benoît Tréluyer Marcel Fässler André Lotterer        | Audi TDI 3.7 L Turbo V6 (Hybrid Diesel) | M     | 191  |
| 2                        | LMP1      | #2 Audi Sport Team Joest    | Allan McNish Tom Kristensen                          | Audi R18 e-tron quattro                 | M     | 190  |
| 2                        | LMP1      | #2 Audi Sport Team Joest    | Allan McNish Tom Kristensen                          | Audi TDI 3.7 L Turbo V6 (Hybrid Diesel) | M     | 190  |
| 3                        | LMP1      | #21 Strakka Racing          | Jonny Kane Danny Watts Nick Leventis                 | HPD ARX-03a                             | M     | 185  |
| 3                        | LMP1      | #21 Strakka Racing          | Jonny Kane Danny Watts Nick Leventis                 | Honda LM-AR6 3.4 L V8                   | M     | 185  |
| 4                        | LMP1      | #12 Rebellion Racing        | Nicolas Prost Neel Jani                              | Lola B12/60                             | M     | 184  |
| 4                        | LMP1      | #12 Rebellion Racing        | Nicolas Prost Neel Jani                              | Toyota RV8KLM 3.4 L V8                  | M     | 184  |
| 5                        | LMP1      | #13 Rebellion Racing        | Harold Primat Andrea Belicchi                        | Lola B12/60                             | M     | 181  |
| 5                        | LMP1      | #13 Rebellion Racing        | Harold Primat Andrea Belicchi                        | Toyota RV8KLM 3.4 L V8                  | M     | 181  |
| 6                        | LMP2      | #49 Pecom Racing            | Pierre Kaffer Nicolas Minassian Luís Pérez Companc   | Oreca 03                                | D     | 179  |
| 6                        | LMP2      | #49 Pecom Racing            | Pierre Kaffer Nicolas Minassian Luís Pérez Companc   | Nissan VK45DE 4.5 L V8                  | D     | 179  |
| 7                        | LMP2      | #23 Signatech-Nissan        | Jordan Tresson Olivier Lombard Franck Mailleux       | Oreca 03                                | D     | 177  |
| 7                        | LMP2      | #23 Signatech-Nissan        | Jordan Tresson Olivier Lombard Franck Mailleux       | Nissan VK45DE 4.5 L V8                  | D     | 177  |
| 8                        | LMP2      | #44 Starworks Motorsport    | Stéphane Sarrazin Tom Kimber-Smith Enzo Potolicchio  | HPD ARX-03b                             | D     | 177  |
| 8                        | LMP2      | #44 Starworks Motorsport    | Stéphane Sarrazin Tom Kimber-Smith Enzo Potolicchio  | Honda HR28TT 2.8 L Turbo V6             | D     | 177  |
| 9                        | LMP2      | #32 Lotus                   | Kevin Weeda James Rossiter Vitantonio Liuzzi         | Lola B12/80                             | D     | 177  |
| 9                        | LMP2      | #32 Lotus                   | Kevin Weeda James Rossiter Vitantonio Liuzzi         | Lotus 3.6 L V8                          | D     | 177  |
| 10                       | LMP2      | #26 Signatech-Nissan        | Pierre Ragues Roman Rusinow Nelson Panciatici        | Oreca 03                                | D     | 176  |
| 10                       | LMP2      | #26 Signatech-Nissan        | Pierre Ragues Roman Rusinow Nelson Panciatici        | Nissan VK45DE 4.5 L V8                  | D     | 176  |
| 11                       | LMP2      | #24 OAK Racing              | Olivier Pla Matthieu Lahaye Jacques Nicolet          | Morgan LMP2                             | D     | 172  |
| 11                       | LMP2      | #24 OAK Racing              | Olivier Pla Matthieu Lahaye Jacques Nicolet          | Nissan VK45DE 4.5 L V8                  | D     | 172  |
| 12                       | LMP2      | #41 Greaves Motorsport      | Elton Julian Ricardo González Christian Zugel        | Zytek Z11SN                             | D     | 170  |
| 12                       | LMP2      | #41 Greaves Motorsport      | Elton Julian Ricardo González Christian Zugel        | Nissan VK45DE 4.5 L V8                  | D     | 170  |
| 13                       | LMGTE Pro | #51 AF Corse                | Toni Vilander Giancarlo Fisichella                   | Ferrari 458 Italia GT2                  | M     | 170  |
| 13                       | LMGTE Pro | #51 AF Corse                | Toni Vilander Giancarlo Fisichella                   | Ferrari 4.5 L V8                        | M     | 170  |
| 14                       | LMGTE Pro | #97 Aston Martin Racing     | Darren Turner Stefan Mücke                           | Aston Martin Vantage GTE                | M     | 169  |
| 14                       | LMGTE Pro | #97 Aston Martin Racing     | Darren Turner Stefan Mücke                           | Aston Martin 4.5 L V8                   | M     | 169  |
| 15                       | LMGTE Pro | #77 Team Felbermayr-Proton  | Richard Lietz Marc Lieb                              | Porsche 911 RSR                         | M     | 169  |
| 15                       | LMGTE Pro | #77 Team Felbermayr-Proton  | Richard Lietz Marc Lieb                              | Porsche 4.0 L Flat-6                    | M     | 169  |
| 16                       | LMGTE Pro | #71 AF Corse                | Olivier Beretta Andrea Bertolini                     | Ferrari 458 Italia GT2                  | M     | 169  |
| 16                       | LMGTE Pro | #71 AF Corse                | Olivier Beretta Andrea Bertolini                     | Ferrari 4.5 L V8                        | M     | 169  |
| 17                       | LMGTE Am  | #88 Team Felbermayr-Proton  | Christian Ried Gianluca Roda Paolo Ruberti           | Porsche 911 RSR                         | M     | 165  |
| 17                       | LMGTE Am  | #88 Team Felbermayr-Proton  | Christian Ried Gianluca Roda Paolo Ruberti           | Porsche 4.0 L Flat-6                    | M     | 165  |
| 18                       | LMGTE Am  | #61 AF Corse-Waltrip        | Robert Kauffman Brian Vickers Rui Águas              | Ferrari 458 Italia GT2                  | M     | 164  |
| 18                       | LMGTE Am  | #61 AF Corse-Waltrip        | Robert Kauffman Brian Vickers Rui Águas              | Ferrari 4.5 L V8                        | M     | 164  |
| 19                       | LMGTE Am  | #57 Krohn Racing            | Tracy Krohn Niclas Jönsson Michele Rugolo            | Ferrari 458 Italia GT2                  | M     | 162  |
| 19                       | LMGTE Am  | #57 Krohn Racing            | Tracy Krohn Niclas Jönsson Michele Rugolo            | Ferrari 4.5 L V8                        | M     | 162  |
| 20                       | LMP2      | #25 ADR-Delta               | Tor Graves John Martin                               | Oreca 03                                | D     | 161  |
| 20                       | LMP2      | #25 ADR-Delta               | Tor Graves John Martin                               | Nissan VK45DE 4.5 L V8                  | D     | 161  |
| 21                       | LMGTE Am  | #50 Larbre Compétition      | Patrick Bornhauser Julien Canal Fernando Rees        | Chevrolet Corvette C6.R                 | M     | 157  |
| 21                       | LMGTE Am  | #50 Larbre Compétition      | Patrick Bornhauser Julien Canal Fernando Rees        | Chevrolet 5.5 L V8                      | M     | 157  |
| 22                       | LMGTE Am  | #70 Larbre Compétition      | Jean-Philippe Belloc Christophe Bourret Pascal Gibon | Chevrolet Corvette C6.R                 | M     | 153  |
| 22                       | LMGTE Am  | #70 Larbre Compétition      | Jean-Philippe Belloc Christophe Bourret Pascal Gibon | Chevrolet 5.5 L V8                      | M     | 153  |
| 23                       | LMGTE Am  | #55 JWA-Avila               | Joël Camathias Benny Simonsen Paul Daniels           | Porsche 911 RSR                         | P     | 150  |
| 23                       | LMGTE Am  | #55 JWA-Avila               | Joël Camathias Benny Simonsen Paul Daniels           | Porsche 4.0 L Flat-6                    | P     | 150  |
| Niesklasyfikowani        |           |                             |                                                      |                                         |       |      |
|                          | LMP1      | #7 Toyota Racing            | Alexander Wurz Nicolas Lapierre                      | Toyota TS030 Hybrid                     | M     | 144  |
| Toyota 3.4 L V8 (Hybrid) | LMP1      | #7 Toyota Racing            | Alexander Wurz Nicolas Lapierre                      |                                         | M     | 144  |
|                          | LMP2      | #31 Lotus                   | Luca Moro Thomas Holzer                              | Lola B12/80                             | D     | 103  |
| Lotus 3.6 L V8           | LMP2      | #31 Lotus                   | Luca Moro Thomas Holzer                              |                                         | D     | 103  |
|                          | LMP2      | #29 Gulf Racing Middle East | Jean-Denis Délétraz Keiko Ihara Fabien Giroix        | Lola B12/80                             | D     | 97   |
| Nissan VK45DE 4.5 L V8   | LMP2      | #29 Gulf Racing Middle East | Jean-Denis Délétraz Keiko Ihara Fabien Giroix        |                                         | D     | 97   |
|                          | LMP1      | #22 JRM                     | Peter Dumbreck Karun Chandhok David Brabham          | HPD ARX-03a                             | M     | 61   |
| Honda LM-AR6 3.4 L V8    | LMP1      | #22 JRM                     | Peter Dumbreck Karun Chandhok David Brabham          |                                         | M     | 61   |
|                          | LMP2      | #35 OAK Racing              | Alex Brundle Dominik Kraihamer Bertrand Baguette     | Morgan LMP2                             | D     | 14   |
| Nissan VK45DE 4.5 L V8   | LMP2      | #35 OAK Racing              | Alex Brundle Dominik Kraihamer Bertrand Baguette     |                                         | D     | 14   |

### Statystyki

#### Najszybsze okrążenie
| Klasa     | Kierowca             | Zespół                  | Czas     | Okr. |
| --------- | -------------------- | ----------------------- | -------- | ---- |
| LMP1      | Nicolas Lapierre     | #7 Toyota Racing        | 1:47,128 | 86   |
| LMP2      | John Martin          | #25 ADR-Delta           | 1:53,349 | 123  |
| LMGTE Pro | Stefan Mücke         | #97 Aston Martin Racing | 2:02,297 | 81   |
| LMGTE Am  | Jean-Philippe Belloc | #70 Larbre Compétition  | 2:03,887 | 95   |
| Źródło    |                      |                         |          |      |